# 葉均
葉均（1916年—1985年），還俗前法名了參，男，浙江瑞安人，中国佛学家，是研究南傳上座部佛教的學者，為太虛大師在1946年派往斯里蘭卡學習南傳佛教的留學僧之一，1957年回國後捨戒還俗，成為佛教居士，從事巴利佛典的翻譯和研究，完成了《法句經》、《清淨道論》、《攝阿毘達磨義論》等三部上座部經論的翻譯，並擔任過中國佛學院南傳佛教教師，中國佛教協會理事和常務理事。

## 生平
1916年（民國5年）出生在浙江省瑞安縣的一個小山村，即現在的文成縣雙桂鄉城底村。

### 1931年－1946年
1931年，在瑞安岑岐寶壇寺依顯培法師（諦閒大師法子）出家，法號了參。
1932年，於寧波觀宗寺受具足戒，先後在瑞安寶壇寺、寧波觀宗研究社、杭州雲居山佛學研究院、天台研究社等處研習佛學。
1941年，了參法師從浙江奔赴抗戰後方重慶，依止太虛大師，進入漢藏教理院本科深造。
1946年，太虛大師派了參法師和光宗法師前往錫蘭留學深造。

### 1946年－1957年
1946年6月14日，了參法師等人為適應斯里蘭卡的當地生活，在法顯所住阿褥樓陀城（Anurādha）摩訶毗訶羅（大寺）依金剛智（Ven. Dr.P.Vajirarana Maha Thera）長老重新出家改裝。
1950年，留學期滿，光宗法師回國，了參法師在法舫法師的勸說和資助下，繼續留在斯里蘭卡學習巴利文系佛學。
1951年10月3日，在錫蘭國立大學任教的法舫法師過世，了參法師協助處理其後事。
1952年初，在摩利耶智護學院（Maliyadeva Vidyarakshaka Pirivena）內，以法舫法師的遺稿為基礎，譯出二十四品法句經，之後又遷回科倫坡，住在布教師學院（Dharmaduta Vidyalaya），譯出後二品。在烏帕提薩長老（Ven. H.Upatissa Thera）和般若難陀長老（Ven.Dr.P.Paññananda，慧喜長老）二位法師的指導和幫助下，譯出該經，後經印順法師潤文，於1953 年在香港首次出版，印順法師做序。
1953年至1956年間，了參法師花了4年時間跟隨巴利文學者般若難陀長老專研《清淨道論》。

### 1957年－1985年
1957年回國，應中國佛學會趙朴初會長邀請，任上座部研究生導師。
1973年以後，一直在中國佛教協會研究部從事研究工作；同時擔任中國佛教協會理事、常務理事。
1980年左右，完成清淨道論的翻譯，後來又譯出《攝阿毗達磨義論》。
1985年12月去世，時年69歲。

## 主要译著
譯著有《法句經》、《清淨道論》、《攝阿毗達摩義論》等，以《清淨道論》為最著名。尚有《漢巴辭典》，惜未完稿。除翻譯了上述巴利文著作外，還寫了一些介紹上座部佛教的論著，發表在民國時期諸多的佛教期刊中，以葉均之名發表在《法音》上的有兩篇，目前能查到的文章、信件等共有19篇。